# Aba de Sava
Aba de Sava fou una vila de Pèrsia; el nom correctament escrit és Ava de Sava, i a l'edat mitjana apareix com Aba de Hamadan o Abeh; en àrab apareix com Awa. Formava part del districte de Djafarabad (Jafarabad) a la província de Sava (Sawa) a uns 30 km a l'oest de Kumm (Qom) a la riba del Zarrīn-rūd (o Qara-sū, antic Garmāsa-rūd o Garmās-āb, àrab Gavmaha). El darrer cens conegut dona 885 habitants el 1950.
Al segle ix els samànides van emetre moneda a aquesta vila. Després ho van fer els buwàyhides al segle xi. Al segle xii es va construir una resclosa al riu que servia per regar a l'estiu. Apareix sempre al costat de la vila de Sava, com una ciutat prospera, estació de caravanes en la ruta cap al Khurasan. Aba era xiïta i Sava sunnita.
Dos personatges amb la nisba al-Abi són d'aquesta ciutat: Abū Saʿd Manṣūr ibn Ḥusayn (mort 1030), un escriptor funcionari de la cort protegit del visir buwàyhida Ṣaḥib Ismāʿīl ibn ʿAbbād (visir del sultà de Rayy i Jibal, Majd al-dawla Rustam), i el seu germà Abū Manṣūr Muḥammad, visir del rei del Tabaristan (probablement un dels ziyàrides).
Al començament del segle xii era governada junt amb Sava per l'atabeg gran seljúcida Anushtigin Sirgir, que va fer construir la resclosa esmentada, i va lluitar contra els ismaïlites. Els mongols van atacar Aba i Sava, i foren saquejades, però Aba va aconseguir recuperar-se, ja que apareixen unes monedes emeses a Aba en temps dels il-kànides i sota els djalayàrides, muzafarites i timúrides.
Un quants túmuls es troben a la vora de la ciutat.